# Raja cornuta
Raja cornuta es una especie de pez de la familia de los Rajidae en el orden de los Rajiformes.

## Reproducción
Es ovíparo  y las  hembras ponen huevos envueltos en una cápsula córnea.

## Observaciones
Es inofensivo para los humanos.